# Mr. Monk on the Couch
Mr. Monk on the Couch è il dodicesimo romanzo scritto da Lee Goldberg essere basato sulla serie televisiva Detective Monk. È stato pubblicato il 7 giugno 2011. Come gli altri romanzi di Monk, la storia è narrata da Natalie Teeger, la sua assistente.

## Trama
Adrian Monk deve risolvere gli omicidi di tre persone: uno studente in difficoltà, una guardia di sicurezza, e una bella donna. L'unico elemento comune tra queste tre persone è un divano. Nel frattempo, Natalie Teeger risolve un caso da sola, con l'aiuto del fratello agorafobico di Monk, Ambrose.

## Personaggi

### Personaggi della serie televisiva
- Adrian Monk: il detective protagonista della serie, interpretato nella serie da Tony Shalhoub
- Natalie Teeger: assistente di Adrian e narratrice del romanza, interpretata nella serie da Traylor Howard
- Ambrose Monk: fratello agorafobico di Monk, interpretato nella serie da John Turturro
- Leland Stottlemeyer: capitano della polizia di San Francisco, interpretato nella serie da Ted Levine

### Personaggi del romanzo
- Amy Devlin: Un tenente che è il nuovo braccio destro di Stottlemeyer, in sostituzione di Randy Disher, che ora è il capo della polizia di Summit, New Jersey
- Yuki Nakamara: Assistente e fidanzata di Ambrose.